# James Gurney
James Gurney (ur. 14 czerwca 1958) – amerykański rysownik-ilustrator, pisarz, twórca fantastycznego świata Dinotopii i autor poczytnej książki dla dzieci i młodzieży o tej samej nazwie oraz jej kontynuacji Dinotopia. Wyprawa do Czandary. Na podstawie jego książek powstał serial fabularny Dinotopia w reż. Marco Brambilla, oraz film animowany Dinotopia: Walka o rubinowy kryształ.
Karierę zaczynał jako pomocnik przy animacji pełnometrażowego filmu Fire an Ice z 1989 r. Jest autorem blisko 70 okładek do książek, a także autorem ilustracji ukazujących starożytność do artykułów z czasopisma National Geographic. Jego prace wystawiało Stowarzyszenie Ilustratorów i Park Avenue Atrium w Nowym Jorku, Muzeum Historii Naturalnej Cleveland, National Geographic Society oraz Muzeum Sztuki Delaware. Jest laureatem wielu prestiżowych nagród artystycznych w tym między innymi Best of Show na Światowym Kongresie Science Fiction 1989.
Jest mężem artystki Jenette Gurney.

## Wybrana bibliografia
- James Gurney Dinotopia (Wyd. Baran i Suszczyński, Kraków, 1993 r., ISBN 83-85845-06-2)
- James Gurney Dinotopia. Wyprawa do Czandary (Wyd. DEBIT, Bielsko-Biała, 2007 r., ISBN 978-83-7167-615-4)
- James Gurney Dinotopia: The World Beneath
- James Gurney Dinotopia: First Flight